# Seregháza
Seregháza (korábban Szerdicsa, szlovénül: Serdica, vendül Srdica, németül: Saldinhof) falu a Muravidéken, Szlovéniában. Közigazgatásilag Szarvaslakhoz tartozik.

## Fekvése
Muraszombattól 30 km-re, Felsőlendvától 4 km-re északnyugatra a Vendvidéki-dombság a Goričko területén az osztrák határ mellett a Lendva partján fekszik.

## Története
A települést 1366-ban "Villa seu poss. Saldinhowf prope caput fluvii Lindua" alakban említik először. Felsőlendva várának tartozéka volt. A Széchy család birtoka volt, akik Felsőlendva várát a hozzátartozó 73 faluval, köztük Seregházával együtt ekkor kapták I. Lajos magyar királytól Éleskő és Miskolc uradalmáért, valamint a Szent Péter és Pál apostolok tiszteletére létesült tapolcai apátság kegyuraságáért cserébe. A Széchy család fiágának kihalása után 1685-ban Felsőlendva új birtokosa Nádasdy Ferenc, Széchy Katalin férje lett. Ezután az uradalommal együtt egészen a 19. század második feléig a Nádasdyaké.
Vályi András szerint "SZERDICZA. Magyar falu Vas Várm. földes Ura Gr. Nádasdy Uraság, lakosai katolikusok, fekszik Szent Györgyhöz közel, mellynek filiája; határja középszerű, javai jelesek."
Fényes Elek szerint "Szerdicsa, vindus falu, Vas vmegyében, a lendvai uradalomban, 328 kath., 48 evang. lak. Savanyuvizzel. Ut. p. Radkersburg."
Vas vármegye monográfiája szerint "Seregháza, régi nemesi község a Lendva patak mentén. Házainak száma 115, lélekszáma 665. Lakosai vendek és németajkúak. Vallásuk r. kath. és ág. ev. Postája Szarvaslak, távírója Szt-Gotthárd. Határában fogják elvezetni a tervezett gyanafalva-muraszombati vasútat."
1910-ben 737, többségben szlovén lakosa volt, jelentős német kisebbséggel. A trianoni békeszerződésig Vas vármegye Muraszombati járásához tartozott.
1919-ben a Szerb–Horvát–Szlovén Királysághoz csatolták, mely 1929-ben a Jugoszlávia nevet vette fel. 1941-ben ismét Magyarországhoz került, majd 1945 után véglegesen Jugoszlávia része lett. 1991-ben, Szlovénia függetlenségének kikiáltása óta Szlovénia része. 2002-ben 528 lakója volt a falunak.

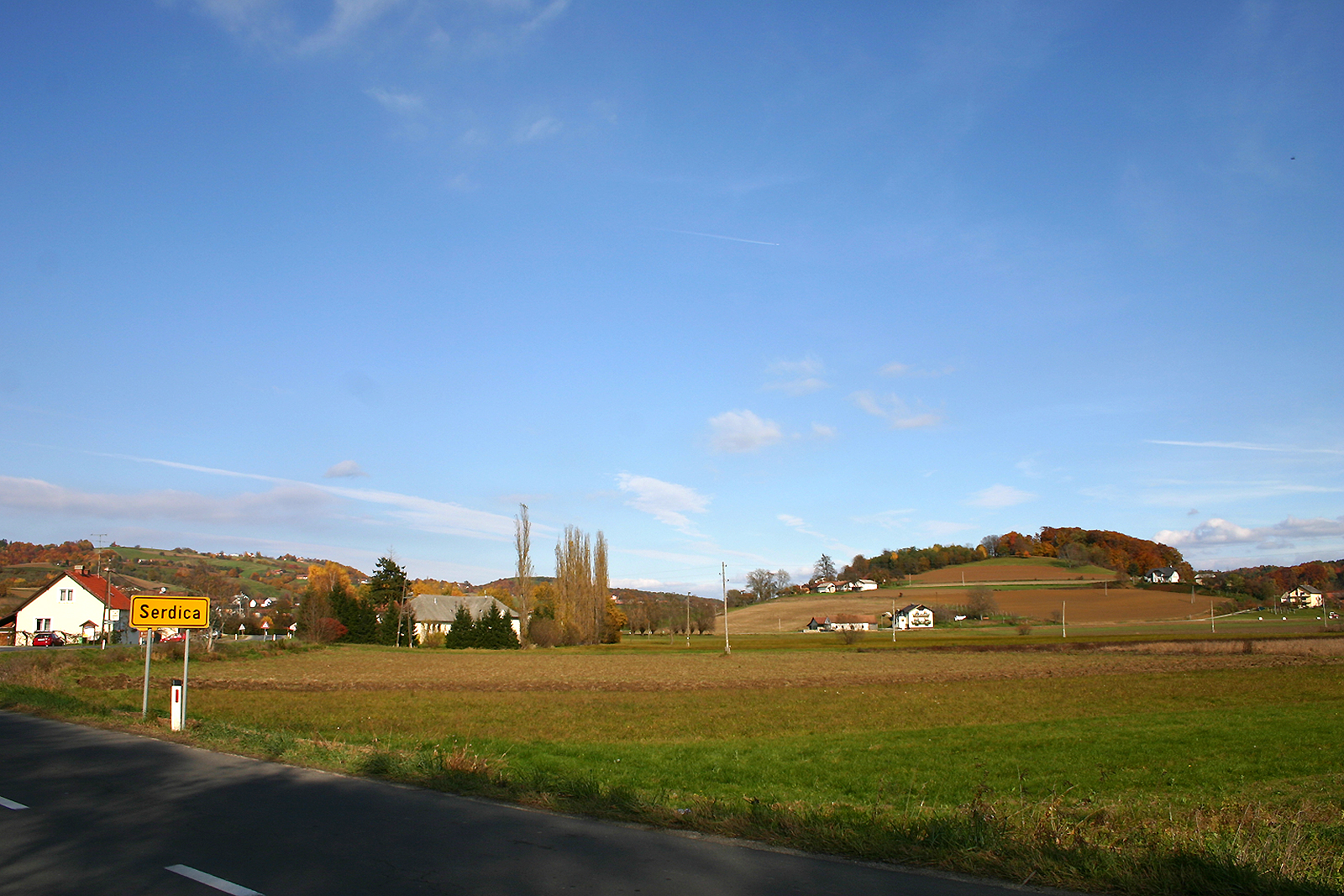
Seregháza

## Nevezetességei
- A Fartek-malom ma már nem működik. A vízlendvai iskola tengeri fosszília gyűjteménye látható benne.